# Katie Lowes

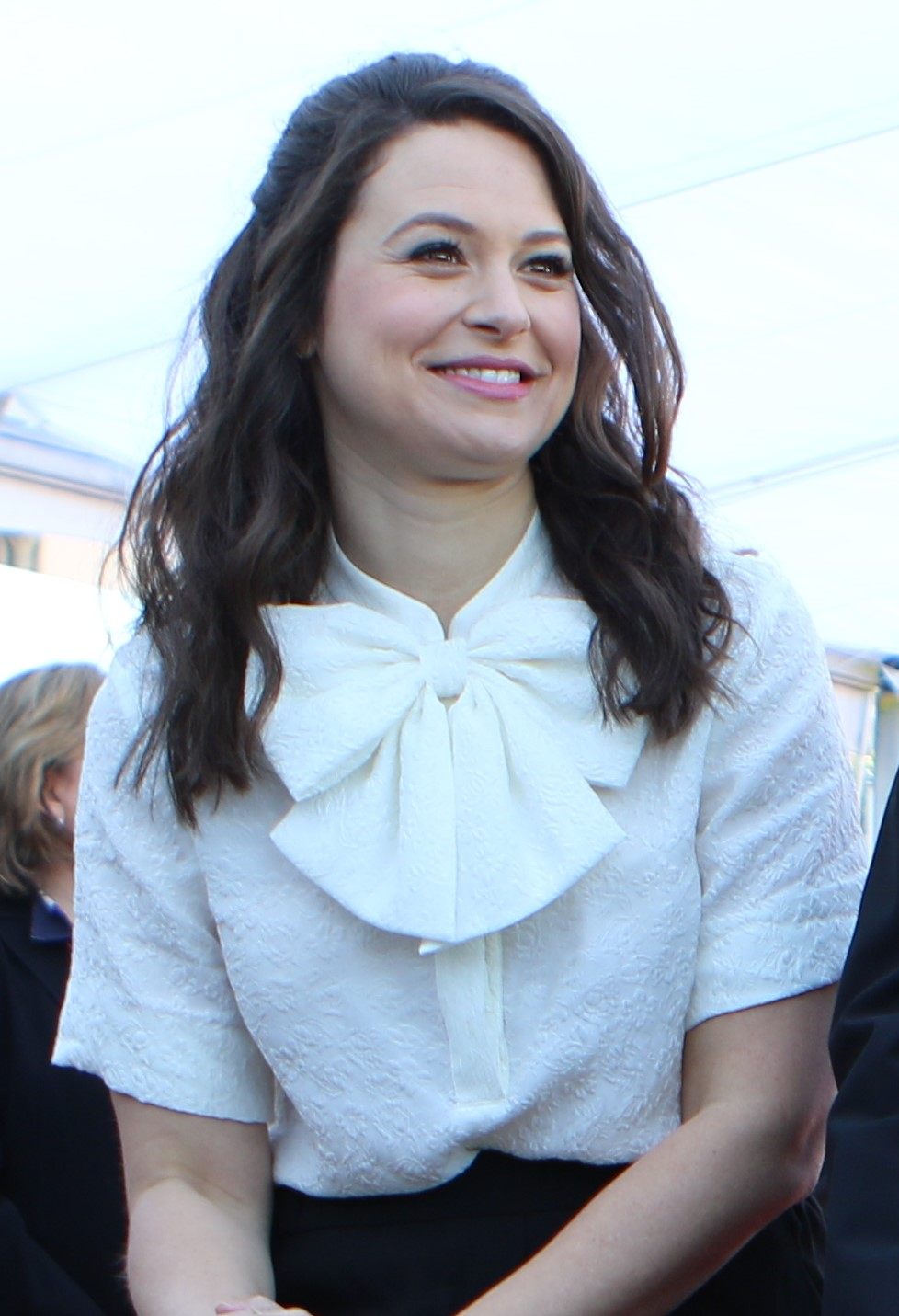
Katie Lowes (2014)

Katie Quinn Lowes (* 22. September 1981 oder 22. September 1982 in Queens, New York City) ist eine US-amerikanische Schauspielerin.

## Leben
Katie Lowes sammelte während der Schulzeit erste Schauspielerfahrungen als Dorothy in The Wizard of Oz. Ihre Schauspielausbildung erhielt sie an der Tisch School of the Arts der New York University.
Erste Episodenrollen hatte sie 2004 in den Serien Rescue Me und Jung und Leidenschaftlich – Wie das Leben so spielt. In den Folgejahren übernahm sie unter anderem in den Serie Die Sopranos, Without a Trace – Spurlos verschwunden, Navy CIS, Ghost Whisperer – Stimmen aus dem Jenseits und Castle weitere Episodenrollen. Von 2008 bis 2009 verkörperte sie in der Serie Easy Money von The CW mit Laurie Metcalf die Rolle der Brandy Buffkin. Im Film Café – Wo das Leben sich trifft mit Jennifer Love Hewitt war sie 2011 als Kelly zu sehen.
Nach Gastrollen in den Serien Private Practice (2010) und Grey’s Anatomy (2011) von Shonda Rhimes gehörte sie von 2012 bis 2018 in der ABC-Serie Scandal von Shonda Rhimes als Anwältin Quinn Perkins zur Hauptbesetzung. In der deutschsprachigen Fassung wurde sie von Rubina Kuraoka synchronisiert. In der Netflix-Serie Inventing Anna über Anna Sorokin ebenfalls von Shonda Rhimes mit Julia Garner in der Titelrolle übernahm sie die Rolle der Rachel.
2012 heiratete sie den Schauspieler Adam Shapiro, mit dem sie für Dreharbeiten zur Scandal-Folge Gewissensbisse vor der Kamera stand. Ihr Broadway-Debüt gab sie zusammen mit ihrem Ehemann, mit dem sie die IAMA Theatre Company in Los Angeles mitbegründete, 2018 im Musical Waitress von Sara Bareilles.
Als Synchronsprecherin lieh sie unter anderem den englischen Fassungen der Animationsfilme Ralph reichts und der Fortsetzung Chaos im Netz, Die Eiskönigin – Völlig unverfroren, Baymax – Riesiges Robowabohu, Zoomania sowie Vivo – Voller Leben die Stimme.

## Filmografie (Auswahl)

### Als Schauspielerin
- 2004: Rescue Me – Gay (Fernsehserie)
- 2005: Springfield Story (The Guiding Light, Fernsehserie, eine Episode)
- 2004–2005: Jung und Leidenschaftlich – Wie das Leben so spielt (As the World Turns, Fernsehserie, zwei Episoden)
- 2005: Hate (Fernsehfilm)
- 2006: Die Sopranos – Nimmt man Tony noch ernst? (The Sopranos, Fernsehserie)
- 2006: Quarter Life Crisis
- 2006: Without a Trace – Spurlos verschwunden – Am Ende des Weges (Without a Trace, Fernsehserie)
- 2007: Navy CIS – Der blinde Fotograf (Fernsehserie)
- 2008: Ghost Whisperer – Stimmen aus dem Jenseits – Der Grabwächter (Ghost Whisperer, Fernsehserie)
- 2008: Swingtown (Fernsehserie, zwei Episoden)
- 2008: No Man’s Land: The Rise of Reeker
- 2009: Castle – Reich und tot (Fernsehserie)
- 2009: Transformers – Die Rache (Transformers: Revenge of the Fallen)
- 2008–2009: Easy Money (Fernsehserie)
- 2009: The Job
- 2009: Circle of Eight
- 2010: Bear
- 2010: Leverage – Pharma-Falle (Fernsehserie)
- 2010: Private Practice (Fernsehserie, zwei Episoden)
- 2011: I Made Out with Him Anyway – Date #1: Stephanie and Cooper (Fernsehserie)
- 2011: Grey’s Anatomy – Absturz (Fernsehserie)
- 2011: Super 8
- 2011: The Closer – In geheimer Mission (Fernsehserie)
- 2011: Café – Wo das Leben sich trifft (Café)
- 2011: Ghost Phone: Phone Calls from the Dead
- 2011: Phil Cobb’s Dinner for Four
- 2012–2018: Scandal (Fernsehserie)
- 2012: Royal Pains – Zombietown (Fernsehserie)
- 2013: Side Effects – Tödliche Nebenwirkungen (Side Effects)
- 2015: Scheer–RL – P–Diddy and Britney Spears (Fernsehserie)
- 2017: Scandal: Gladiator Wanted (Fernsehserie, fünf Episoden)
- 2020: Interconnected – A Simple Twist of Fate (Fernsehserie)
- 2021: Christmas Takes Flight (Fernsehfilm)
- 2022: How We Roll (Fernsehserie, elf Episoden)
- 2022: Inventing Anna (Fernsehserie, neun Episoden)
- 2022: This Is Us – Das ist Leben (This Is Us, Fernsehserie, zwei Episoden)
- 2022: Merry Kiss Cam
- 2025: Law & Order, Fernsehserie – The Hardest Thing"
- 2025: The Hunting Wives (Fernsehserie)

### Als Synchronsprecherin
- 2012: Ralph reichts (Wreck–It Ralph)
- 2013: Die Eiskönigin – Völlig unverfroren (Frozen)
- 2014: Baymax – Riesiges Robowabohu (Big Hero 6)
- 2016: Zoomania (Zootopia)
- 2017–2018: Voltron: Legendärer Verteidiger (Voltron: Legendary Defender, Fernsehserie, drei Episoden)
- 2018: Chaos im Netz (Ralph Breaks the Internet)
- 2021: Vivo – Voller Leben (Vivo)
- 2022: Zoomania+ (Zootopia+)
- 2023: The Continental (The Continental: From the World of John Wick, Fernsehserie) – Theatre of Pain